# Naomi Pollack
Naomi Pollack (* 17. Mai 1930 in New York City, New York) ist eine US-amerikanische Schauspielerin.

## Leben
Pollack spielte 1968 eine indianische Frau in der Folge Der Obelisk der Fernsehserie Raumschiff Enterprise sowie 1969 Lt. Rahda in der Folge Gefährliche Planetengirls derselben Serie. Abseits von Star Trek war sie im Fernsehen noch in der von 1974 bis 1975 ausgestrahlten Serie Korg: 70,000 B.C. zu sehen, die von Fred Freiberger produziert wurde und die vom Leben und Überleben einer Neandertaler-Familie im prähistorischen Europa handelt. Pollack verkörperte eine der Hauptrollen, die Mara, die die Frau des Familienpatriarchen Korg ist. Ebenfalls trat sie in einigen Theaterstücken in Erscheinung.

## Filmografie
- 1968–1969: Raumschiff Enterprise (Star Trek, Fernsehserie, 2 Folgen)
- 1974–1975: Korg: 70,000 B.C. (Fernsehserie, 19 Folgen)